# Гайдарбеков, Гайдарбек Абдулаевич
Гайдарбе́к Абдула́евич Гайдарбе́ков (авар. Хӏайдарбег Хӏайдарбегов; 6 октября 1976, село Хурух, Чародинский район, Дагестанская АССР, СССР) — российский боксёр, выступавший в весовой категории до 75 кг. Чемпион XXVIII Олимпийский игр (2004). Серебряный призёр XXVII Олимпийских игр (2000). Чемпион Европы (2004). Заслуженный мастер спорта России (2000).

## Биография
Родился в 1976 году в селе Хурух, Чародинского района Дагестана. После 7-го класса переехал в селение Согратль Гунибского района. А через год перебрался в город Каспийск к брату. Там, благодаря ему, увлёкся боксом, хотя, живя в горах, занимался только борьбой. Выступал за «Динамо» Каспийск, проходил подготовку под руководством заслуженного тренера РСФСР Магомеда Мусаевича Магомедова.

### Сидней-2000
После Игр в Сиднее Гайдарбекову поступало очень много предложений перейти в профессиональные боксеры, но он не захотел.
По его словам, к россиянам на олимпиаде в Афинах судьи относились, мягко говоря, некомпетентно: «Были опасения, что медаль, которую я завоевал отдадут Казахстану, якобы, у России уже есть одна. А в полуфиналах как засудили Сергея Казакова и Евгения Макаренко. У последнего очки вообще не считали. Такое ощущение, что медали заранее распределяли».

### Афины-2004
На Афинскую Олимпиаду поехал, выиграв спарринг у Матвея Коробова. На олимпийском турнире по боксу Гайдарбек начал своё выступление со стадии 1/16 финала, где был побеждён филиппинский боксёр К. Камат (счёт - 35:13). В 1/8 финала Гайдарбеков победил узбекского спортсмена Ш. Абдурахмонова (счёт - 33:19). В 1/4 финала Гайдарбеков вышел на камерунского боксёра Нжикама, которого победил в двойным перевесом (счёт 26:13). В полуфинале одержал верх над боксёром из Таиланда (счёт 24:18). В финале боксировал со сломанной рукой. Тем не менее одержал победу. Соперником был чемпион мира-2003 Геннадий Головкин.
В августе 2004 года официально заявил об уходе с ринга. Данное решение было принято ещё до Афинской Олимпиады, и не изменилось бы даже в случае поражения в турнире.

### Постспортивная деятельность
В конце 2012 года вошёл в число доверенных лиц кандидата в президенты России Владимира Путина.